# Fritz Wossidlo
Fritz Wossidlo (* 4. August 1877; † 9. September 1942) war ein deutscher Konteradmiral.

## Leben
Fritz Wossidlo trat am 16. April 1894 der Kaiserlichen Marine bei. Ende Oktober 1898 kam er, nachdem er im April 1898 als Leutnant zur See auf die Baden kommandiert worden war, bis Februar 1899 als Mitglied des Probefahrtkommandos auf die Kaiser Friedrich III. 1909 war er Führer der 1. Kompanie der Marine-Artillerie-Abteilung Kiautschou. Von Oktober 1911 an war er als Kapitänleutnant für ein Jahr Kommandant des Stationsschiffs Loreley, welches in türkischen Gewässern operierte. Hier wurde er am 25. April 1912 zum Korvettenkapitän befördert.
Bis August 1914 diente er als Erster Offizier auf der König Wilhelm. Anschließend war er bis September 1915 Befehlshaber der Streitkräfte auf den Dardanellen, ebenso Kommandant des Hafenforts Anadolu Hamidiye, und wurde dann Kommandant der Befestigungen des Bosporus. Am 16. April 1918 wurde er als Nachfolger von Gerhard von Janson bevollmächtigter Admiralstabsoffizier (Asto) bei der Heeresgruppe Yildirim. Er war dort zugleich Kommandeur des Marine-Kommandos. Hier erfolgte am 28. April 1918 seine Beförderung zum Fregattenkapitän. Als am 20. September 1918 der Asto aufgelöst wurde, wurde Wossidlo bis Kriegsende Führer der Marineluftschiffe.
Bis 1918 hatte Wossidlo u. a. den Roten Adlerorden 4. Klasse, den Königlichen Kronen-Orden 4. Klasse mit Schwertern, das Ritterkreuz mit Schwertern des Königlichen Haus-Orden von Hohenzollern und das Eiserne Kreuz I. Klasse (15. April 1914) erhalten.
In die Reichsmarine übernommen wurde er am 5. Februar 1920 als Kapitän zur See. Wossidlo war ab 1. April 1921 Kommandant von Swinemünde, einer neu eingerichteten Dienststelle, welche er zum 1. Oktober 1923 an Kapitän zur See Erich Mahrholz abgab. Am 31. Dezember 1923 wurde er mit dem Charakter als Konteradmiral aus der Reichsmarine verabschiedet.